# Cyphostemma ukerewense
Cyphostemma ukerewense är en vinväxtart som först beskrevs av Ernest Friedrich Gilg, och fick sitt nu gällande namn av Descoings.. Cyphostemma ukerewense ingår i släktet Cyphostemma och familjen vinväxter. Utöver nominatformen finns också underarten C. u. gabonicum.